# Kaple svatého Kříže (Heřmanův Městec)
Původně barokní kaple svatého Kříže se nalézá na křižovatce ulic Jarkovského a 5. května v Heřmanově Městci v okrese Chrudim. Kaple je od 25. října 2018 chráněna jako nemovitá kulturní památka ČR.

## Historie
Drobná církevní stavba hranolového tvaru se sedlovou střechou a zvoničkou má barokní původ. Z původní barokní kaple zbudované v době Jana Josefa Šporka (1711–1749) se do současnosti nic nedochovalo, v roce 1817 byla kaple opravena, roku 1871 byla zásadně přestavěna, 1884 proběhla generální oprava v novorománském stylu. 

## Popis
Kaple svatého Kříže je drobná stavba hranolového tvaru s průčelím lemovaným dvěma toskánskými sloupy, mezi kterými se nalézá půlkruhově zaklenutý dveřní otvor, opatřený kovovými, proslenými mřížovými dveřmi. V rozích jsou osazeny dva terakotové erby - šporkovský a věžníkovský. Pod sedlovou střechou se nalézá pod korunní římsou výrazný obloučkový neorománský vlys. Střecha je zakončena drobnou věžičkou.
V bočních stěnách kaple se nalézají vysoká půlkruhově zakončená okna v šambránách. Fasády kaple jsou hladce omítnuty. Na nárožích kaple jsou umístěny kamenné nákolníky.
Vnitřní prostor kaple je zaklenut valenou klenbou s párem vstřícných výsečí nad okny. Stěny jsou opatřeny hladkými omítkami, podlaha cementovou šestibokou dlažbou s obvodovým cihelným pásem. Při zadní stěně je vyzděna menza s římsovým zakončením a úzce okosenými nárožími. Zařízení kaple je novodobé.
V roce 2019 proběhla celková renovace kaple.

## Galerie

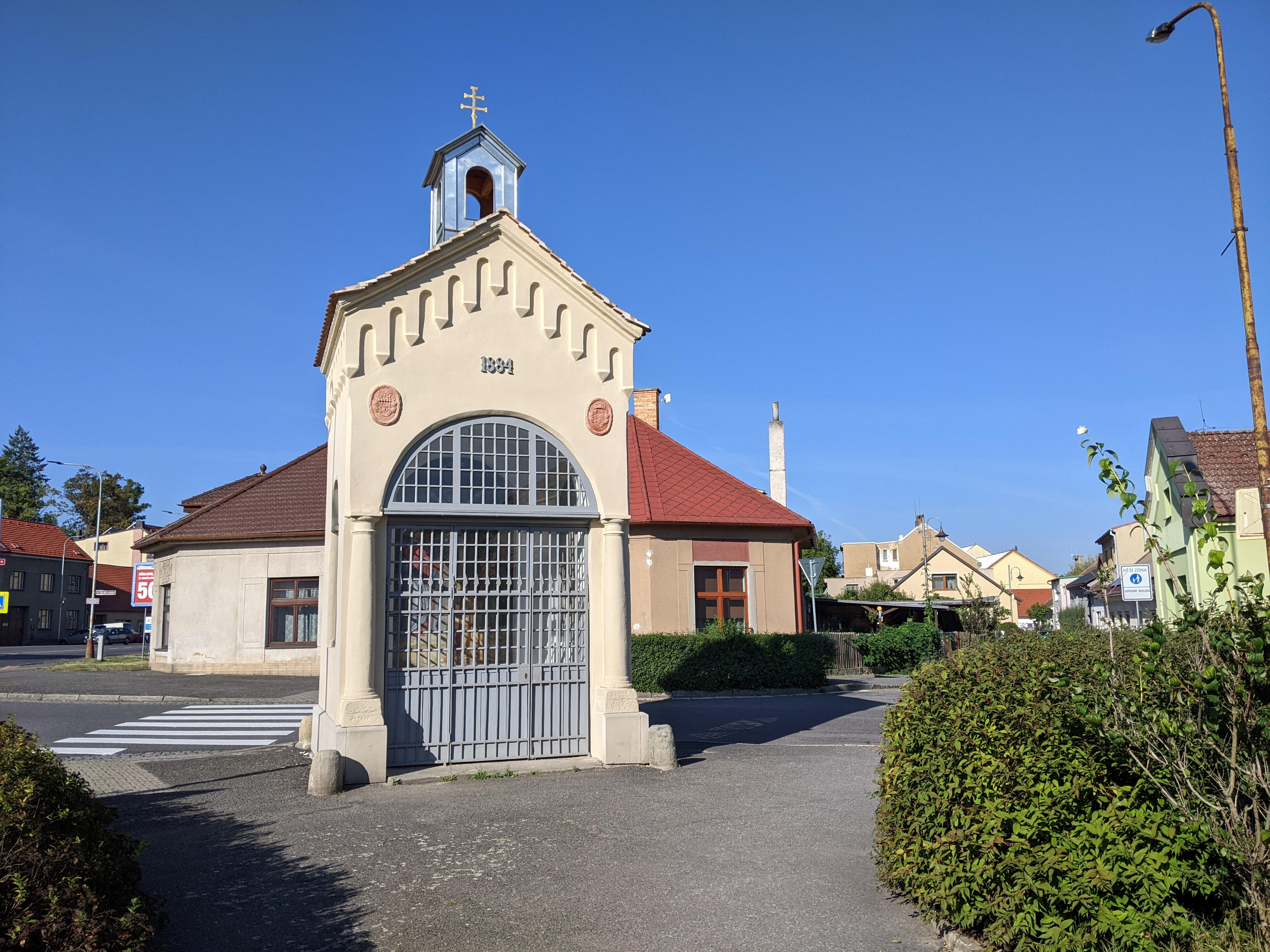
pohled na kapli svatého Kříže v září 2023
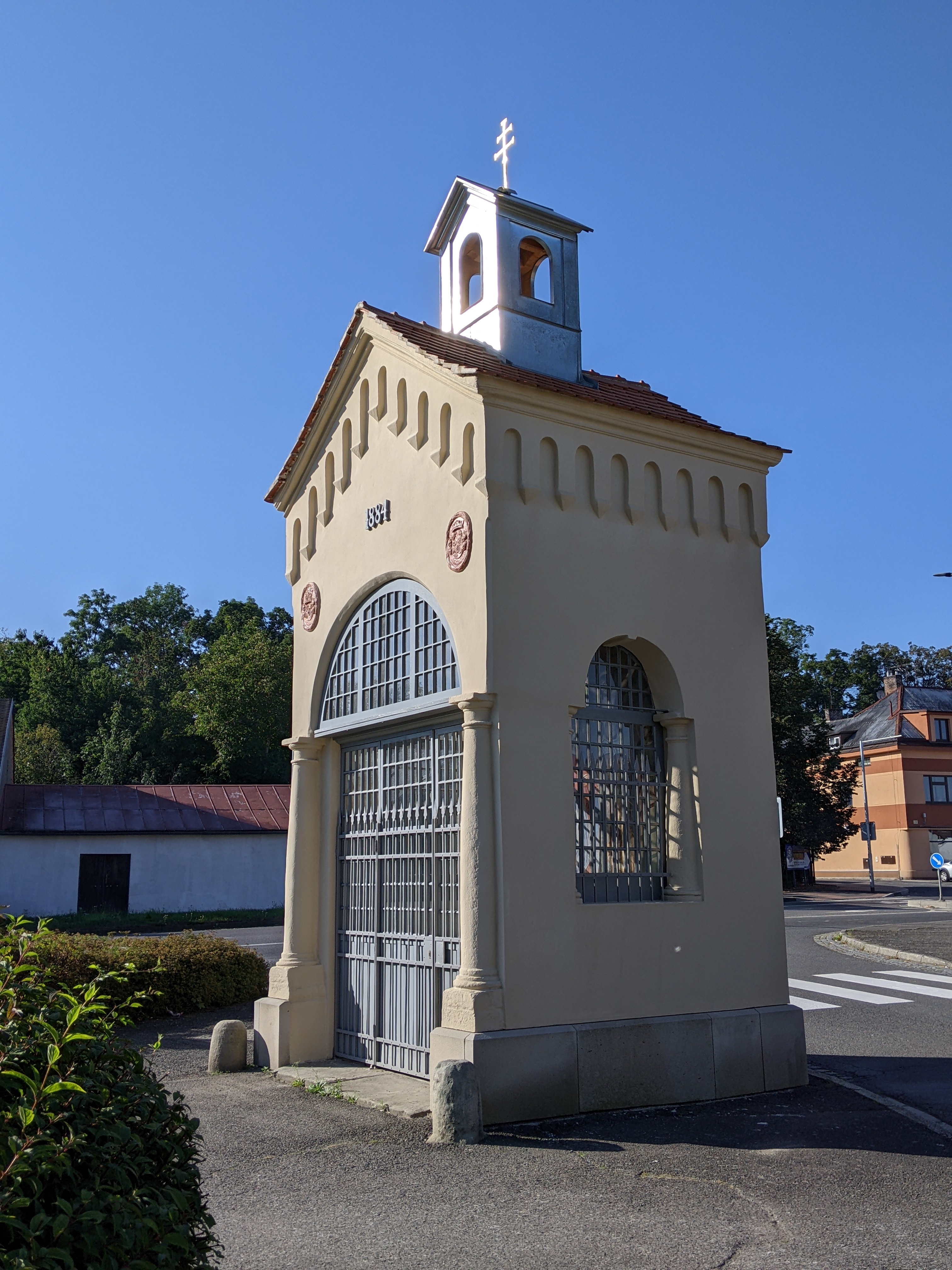
pohled na kapli svatého Kříže v září 2023
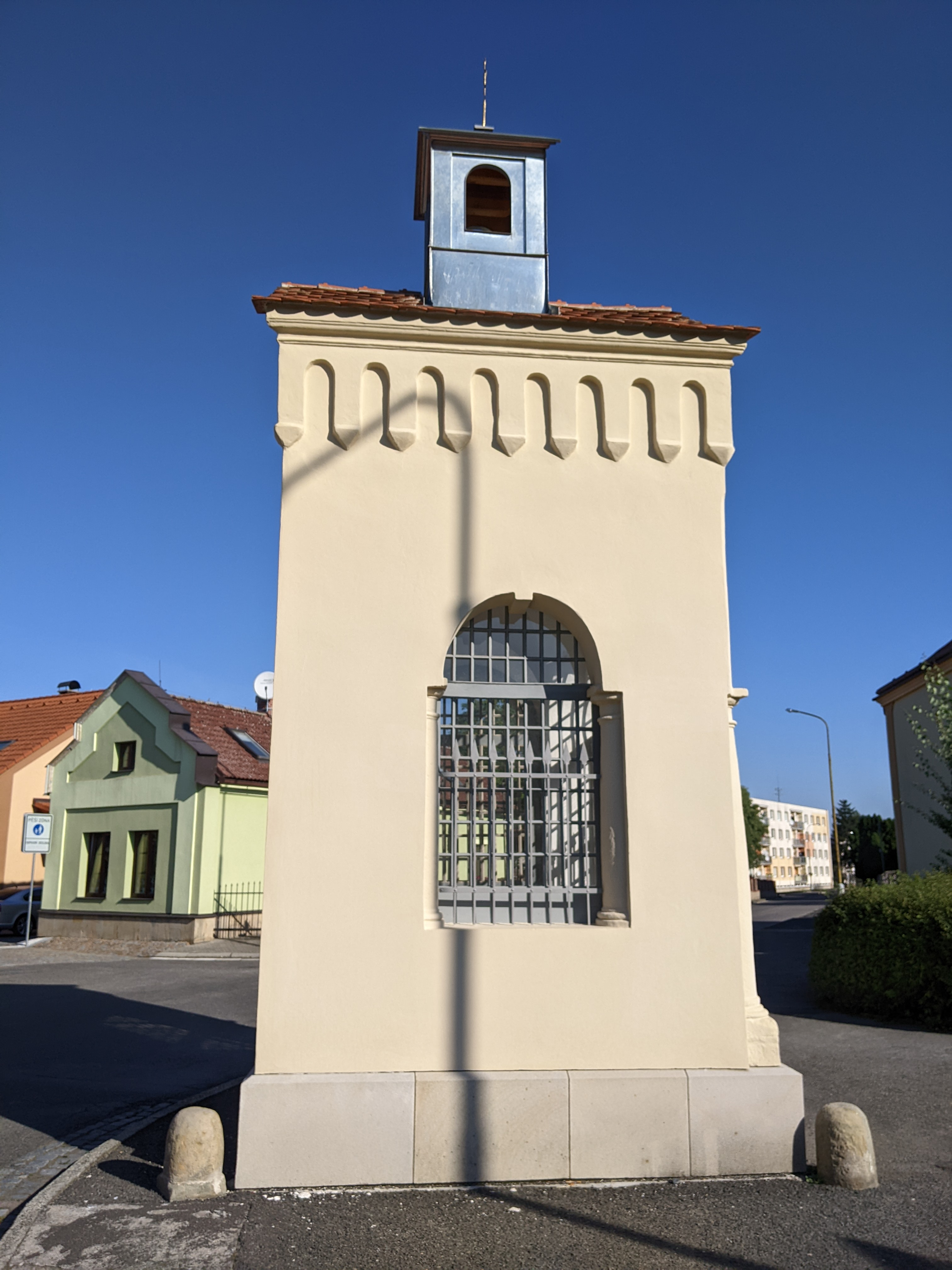
pohled na kapli svatého Kříže v září 2023
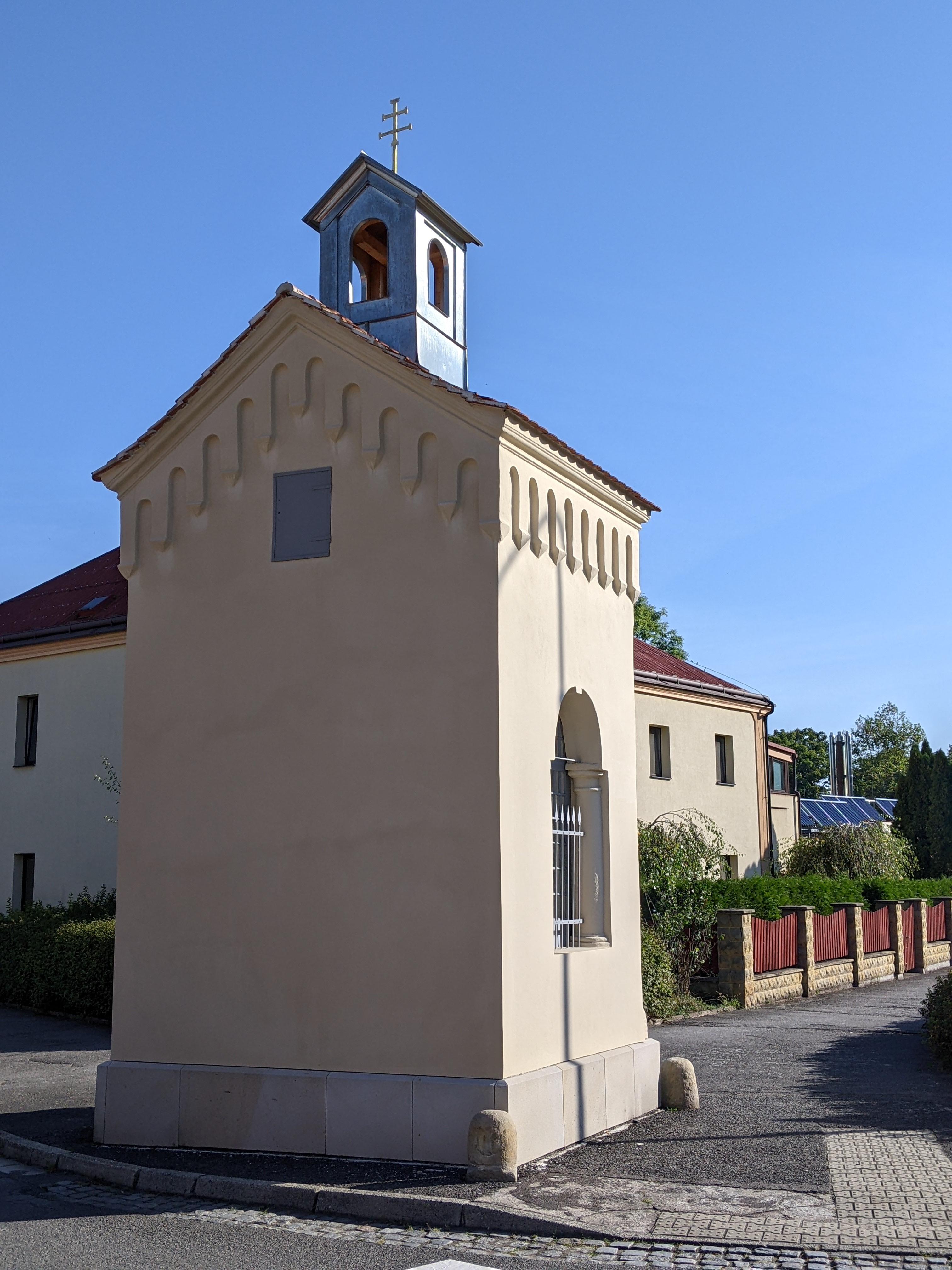
pohled na kapli svatého Kříže v září 2023